# Le Poète dans les révolutions
 (mars 2020).
Si vous disposez d'ouvrages ou d'articles de référence ou si vous connaissez des sites web de qualité traitant du thème abordé ici, merci de compléter l'article en donnant les références utiles à sa vérifiabilité et en les liant à la section « Notes et références ».
Le Poète dans les révolutions est un poème du premier livre du recueil Odes et poésies diverses écrit par Victor Hugo en mars 1821 et publié à Paris en 1822.

## Contexte
Le poème est dédié André Chénier poète de la Révolution française, guillotiné en 1794 pendant la Terreur. 

## Extrait
Mourir sans vider mon carquois!

Sans percer, sans fouler, sans pétrir dans leur fange

Ces bourreaux barbouilleurs de lois!…

André Chénier, Lambes.
Le vent chasse loin des campagnes

Le gland tombé des rameaux verts ;

Chêne, il le bat sur les montagnes ;

Esquif, il le bat sur les mers.
Jeune homme, ainsi le sort nous presse.

Ne joins pas, dans ta folle ivresse,

Les maux du monde à tes malheurs ;

Gardons, coupables et victimes,

Nos remords pour nos propres crimes,

Nos pleurs pour nos propres douleurs !